# Ткаченко Артем Валерійович
Ткаченко Артем Валерійович (рос. Артём Валерьевич Ткаченко; нар. 30 квітня 1982) — російський актор кіно і театру. Фігурант бази даних центру «Миротворець» як особа, яка незаконно відвідувала окупований РФ Крим (кінозйомки), свідомо порушуючи державний кордон України.

## Біографія
Займався в театральній студії під керівництвом Бориса Бейненсона. Після школи вступив до Вищого театрального училища імені Михайла Щепкіна. 
У 2003—2005 рр. працював у трупі театру «Шалом». Грав у таких виставах, як «Мандрівні зірки», «Половина Нью-Йорка до мене зараз родичів» та інших. 
У кіно — з 2004 року (близько 120 кіно- та телеролей). Знявся у низці українських та російсько-українських телесеріалів та фільмів.
З вересня 2017 року є обличчям телевізійного каналу AXN Sci-Fi на території СНД.

## Особисте життя
- Перша дружина — Равшана Куркова, акторка (2004—2008)
- Друга дружина — Євгенія Храповицька, модель, акторка (2012—2015). Син Тихон (нар. 23 січня 2013)
- З 2015 року живе з Катериною Стебліною. Син Степан (нар. 7 листопада 2016).

## Фільмографія
| Рік  |   | Українська назва                      | Оригінальна назва | Роль                                                         |
| ---- | - | ------------------------------------- | ----------------- | ------------------------------------------------------------ |
| 2004 | ф | Навіть не думай! Незалежність         |                   | Белий                                                        |
| 2005 | ф | Мріяти далі                           |                   | Шнек                                                         |
| 2006 | ф | Бухта Філіппа                         |                   | Костя                                                        |
| 2006 | ф | Ненаситний                            |                   | Рига                                                         |
| 2006 | ф | Мечоносець                            |                   | Саша / Мечник                                                |
| 2007 | ф | Російський трикутник (Грузія—Україна) |                   | Коля Воронцов                                                |
| 2007 | ф | В очікуванні дива                     |                   | перехожий                                                    |
| 2007 | ф | Сповідь Дон Жуана (Україна)           |                   | чернець                                                      |
| 2007 | ф | Родичі та друзі                       |                   | Кирило                                                       |
| 2008 | ф | Індиго                                |                   | Павло Максимович Сошин                                       |
| 2008 | ф | Маленька Москва                       |                   | Саят                                                         |
| 2009 | ф | Петрівка                              |                   | 38 років на посаді старшого лейтенанта                       |
| 2010 | ф | Вишневе варення                       |                   | виродок                                                      |
| 2010 | ф | Небо у вогні (Росія—Україна)          |                   | Костя Марецький                                              |
| 2010 | ф | Подарунок долі                        |                   | Стас                                                         |
| 2011 | ф | Дощенту                               |                   | Ерік                                                         |
| 2011 | ф | Хлопець з Марса                       |                   | Коля                                                         |
| 2011 | ф | Життя і пригоди Мішки Япончика        |                   | Ржевський-Раєвський                                          |
| 2011 | ф | Небесні родичі (Україна)              |                   | Артем                                                        |
| 2011 | ф | Чужі крила                            |                   | Марецький                                                    |
| 2012 | ф | Попелюшка                             |                   | Олексій Королевич                                            |
| 2012 | ф | Синдром Дракона (Росія—Україна)       |                   | пан                                                          |
| 2012 | ф | Останні римляни                       |                   | Армен                                                        |
| 2012 | ф | Південні ночі                         |                   | Віктор                                                       |
| 2012 | ф | Варвара                               |                   | (не завершена)                                               |
| 2012 | ф | Травневий дощ                         |                   | Денис Панкратов                                              |
| 2013 | ф | Райський кур'єр                       |                   | Андрій                                                       |
| 2013 | ф | Метелики                              | (Україна)         | Ігор                                                         |
| 2013 | ф | Сезар                                 |                   | Олексій Говорков                                             |
| 2013 | ф | Чужа війна                            |                   | Едвард Козловський                                           |
| 2013 | ф | Комплексна корисність                 |                   | Максим                                                       |
| 2013 | ф | Кукушечка                             |                   | хлопець у банку                                              |
| 2014 | ф | Фотографія                            |                   | Гриша                                                        |
| 2014 | ф | Альошкіна любов                       |                   | Роман                                                        |
| 2014 | ф | Форт Росс: У пошуках пригод           |                   | Кондратій Рилєєв                                             |
| 2014 | ф | Друзі з Франції                       |                   | Віктор                                                       |
| 2014 | ф | Давай поцілуємося (Україна)           |                   | Юрій Виноградов                                              |
| 2015 | ф | Червона королева (Росія—Україна)      |                   | Лев Барський                                                 |
| 2016 | ф | Кохання як стихійна катастрофа        |                   | Руслан                                                       |
| 2016 | ф | П'яна фірма                           |                   | Руслан                                                       |
| 2016 | ф | Заміж у Новий рік (Україна)           |                   | Олексій Молчанов                                             |
| 2017 | ф | Гоголь. Початок                       |                   | Олексій Данишевський                                         |
| 2017 | ф | Продаються діти                       |                   | Костя                                                        |
| 2017 | ф | Гоголь. Вій                           |                   | Олексій Данишевський                                         |
| 2018 | ф | Sпарта                                |                   | Ігор Крюков                                                  |
| 2018 | ф | Алхімік. Еліксир Фауст                |                   | Марк Терентьєв, позашлюбний син Освальда Рейнера             |
| 2018 | ф | Гоголь. Страшна Помста                |                   | Олексій Данишевський                                         |
| 2018 | ф | Велика гра                            |                   | Ілля Ігорович                                                |
| 2018 | ф | Кримський міст. Зроблено з любов'ю!   |                   | Віктор Феліксович Онєгін, піарник                            |
| 2019 | ф | Гоголь                                |                   | Олексій Данишевський                                         |
| 2019 | ф | Ебігейл                               |                   | Вільям Гаррет                                                |
| 2019 | ф | Союз порятунку                        |                   | полковник Амфельт                                            |
| 2020 | ф | Один подих                            |                   | директор спортивного інституту                               |
| 2020 | ф | Легенди Петербурга. Ключ часу         |                   | Paramon                                                      |
| 2020 | ф | Грозний                               |                   | Володимир Старицький, князь і двоюрідний брат Івана Грозного |
| 2021 | ф | Вампіри середньої смуги               |                   | Жан Іванович (Жан-Клод Дешан)                                |